# 军火工业

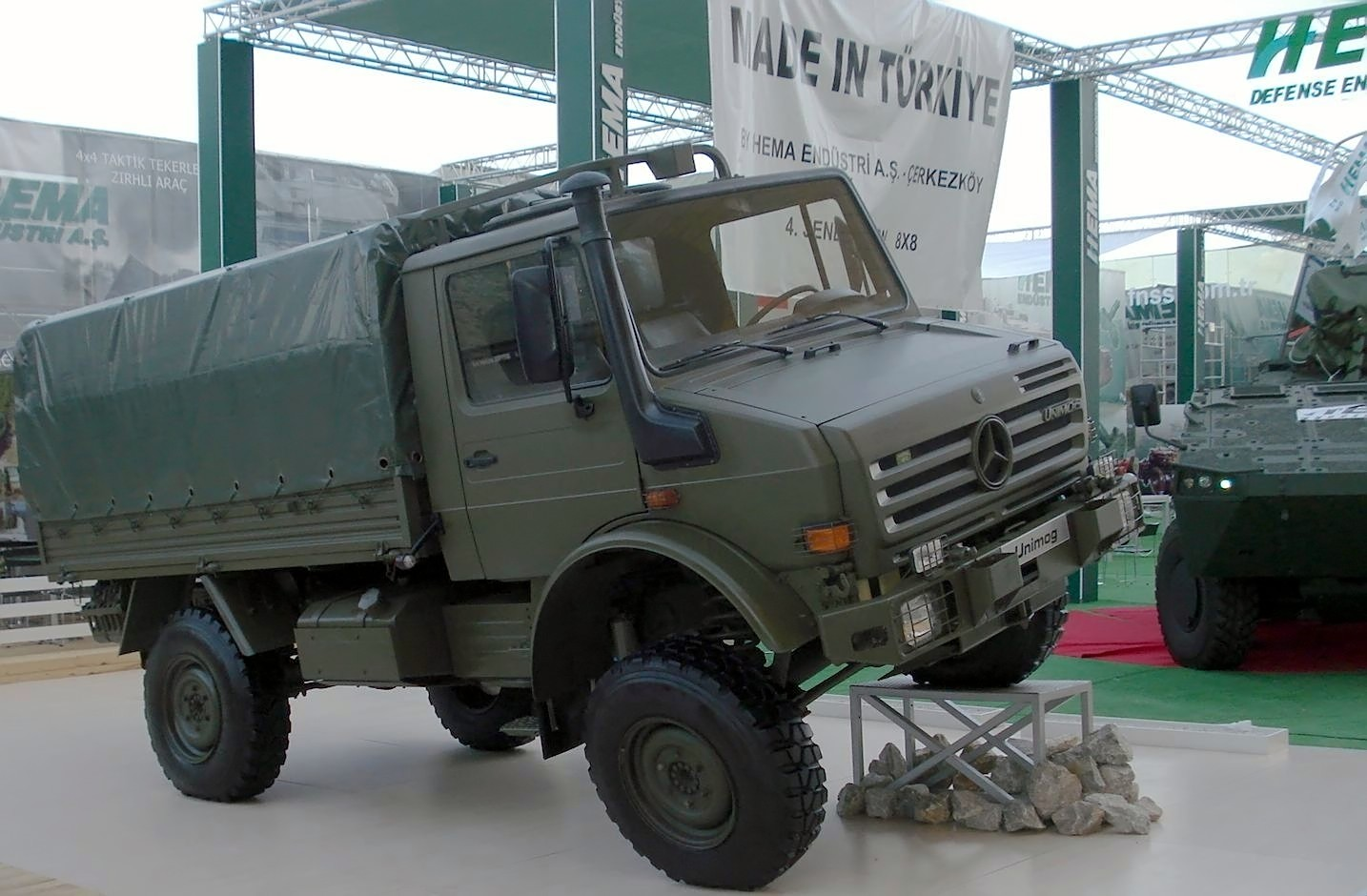
2007年国际国防工业博览会（IDEF）上的乌尼莫克卡车

军火工业，也称为防务（或国防）工业、军事工业或军火贸易，是制造和销售武器和军事技术的全球性工业。公共部门和私营部门公司从事军事材料、设备和设施的研发、工程、生产和服务。客户是国家武装部队和平民。兵工厂是制造、维护、修理、储存或分发武器和弹药（无论是私人还是公有）的地方。军火工业产品包括武器、弹药、武器平台、军事通信和其他电子产品等。军火工业还提供其他后勤和运营支持。
斯德哥尔摩国际和平研究所（SIPRI）估计，2022年全球军费支出将达到2.24万亿美元，这是SIPRI有记录以来的最高水平。2013-2022年十年间，全球支出增长了19%，并且自2015年以来每年都在增长。根据SIPRI的数据，2022年全球最大的前100家武器生产公司和军事服务公司的军售总额达5970亿美元。该研究所称，2018-2022年五个最大的武器出口国是美国、俄罗斯、法国、中国和德国。2018-2022年，它们合计供应了全球武器出口76%的份额。
许多发达国家都有国内的军火工业来供应自己的军队。一些国家还存在大量合法或非法的国内武器贸易，供其本国公民使用，主要用于自卫、狩猎或体育目的。（非法）小武器贸易发生在许多受政权不稳影响的国家和地区。《小型武器调查》估计，全球流通着8.75亿件小型武器，由来自近100个国家的1000多家公司生产。

## 分类

### 陆基系统

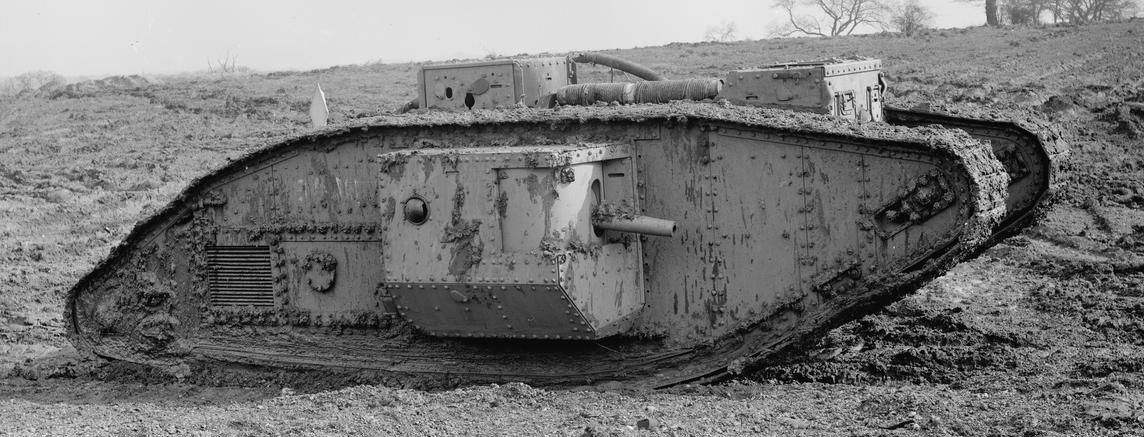
英国马克V坦克

这一类别包括从轻型武器到大口径火炮在内的所有产品，而且大多数生产商规模较小。许多位于第三世界国家。手枪、机枪、坦克、装甲输送车和其他相对便宜的武器的国际贸易量很大。国际层面的监管相对较少，因此，许多武器落入有组织犯罪、叛军、恐怖分子或受制裁政权的手中。

#### 小型武器

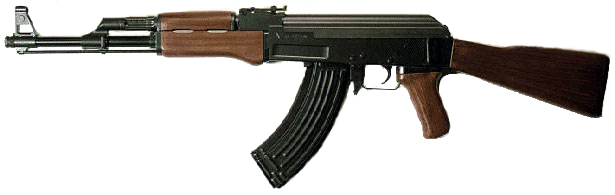
AK系列武器的生产数量比任何其他枪支都多，并在世界各地的冲突中得到使用。

在2003年，据由国际特赦组织、乐施会和国际小型武器行动网络发起的控制武器运动估计，有超过6.39亿件小型武器在流通，分布在超过98个国家的超过1135家公司生产小型武器。以及它们的各种组件和弹药。

### 航空航天系统
包括军用飞机（陆基和海军航空）、常规导弹和军用卫星，这是市场上技术最先进的领域。从经济角度来看，它也是竞争力最差的，少数公司主导了整个市场。顶级客户和主要生产商几乎都位于西方世界和俄罗斯，其中美国轻而易举地位居首位。著名的航空航天公司包括罗尔斯·罗伊斯、贝宜系统、萨博集团、达索航空、苏霍伊、米格、空客、列奥纳多、泰雷兹集团、洛克希德·马丁、诺斯洛普·格鲁曼、雷神和波音。还有几个主要从事战斗机制造的跨国公司，例如欧洲战机公司。史上最大的军事合同于2001年10月签署，涉及联合打击战斗机的开发。

### 海军系统
世界上几个大国都拥有强大的海军力量，以施加全球影响力，其中最强大的国家拥有航空母舰、核潜艇和先进的防空系统。绝大多数军舰都采用常规动力，但也有一些采用核动力。全球二手海军舰艇市场也很大，这些舰艇通常由发展中国家从西方政府购买。

### 網路安全
預計網路安全行業對國防、情報和國土安全機構而言將變得越來越重要。

## 国际武器转让

### 历程

#### 2010-2014

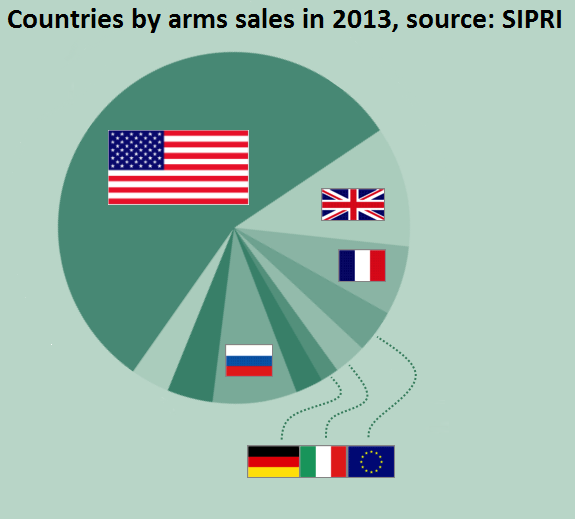
2013年各国武器销售份额。来源由SIPRI提供。

根据SIPRI研究机构的数据，2010-2014年主要武器的国际转让量比2005-2009年增加了16%。 2010-2014年五个最大的出口国是美国、俄罗斯、中国、德国和法国，五个最大的进口国是印度、沙特阿拉伯、中国、阿联酋和巴基斯坦。 2009-2013年至2014-2018年间，流向中东的武器增加了87%，而流向非洲、美洲、亚洲和大洋洲以及欧洲等所有其他地区的武器则有所减少。

#### 2014-2018
SIPRI已确定67个国家为2014-2018年主要武器出口国。同期前5名出口商占所有武器出口的75%。2014年至2018年间，五个最大武器出口国的构成与2009-2013年相比保持不变，尽管主要武器出口总额增加了10%。2014-2018年，美国、法国和德国的武器出口大幅增加，而中国出口小幅增长，俄罗斯出口下降。
2014-2018年，155个国家（约占所有国家的四分之三）进口了武器。前五名进口国占此期间武器进口总额的33%。前五名武器进口国——沙特阿拉伯、印度、埃及、澳大利亚和阿尔及利亚—占2014-2018年武器进口总额的35%。其中，沙特阿拉伯和印度在2009-2013年和2014-2018年均跻身前五名进口国之列。
2014-2018年，武器国际转让量比2009-2013年高出7.8%，比2004-2008年高出23%。最大的武器进口国是沙特阿拉伯，主要从美国、英国和法国进口武器。2009-2013年至2014-2018年期间，流向中东的武器增加了87%。2014-2018年期间，前五名进口国还包括印度、埃及、澳大利亚和阿尔及利亚，占武器进口总额的35%。五个最大的出口国是美国、俄罗斯、法国、德国和中国。

#### 2018年后
2022年俄罗斯入侵乌克兰使得国家射击运动基金会成员获得出口许可证的时间从需要一个月改为只需四天。这是由于美国商务部和与ITAR相关的机构加快向乌克兰运送武器。此外，在乌克兰获得枪支许可证的时间也从几个月缩短到了几天。

### 全球最大的武器出口国

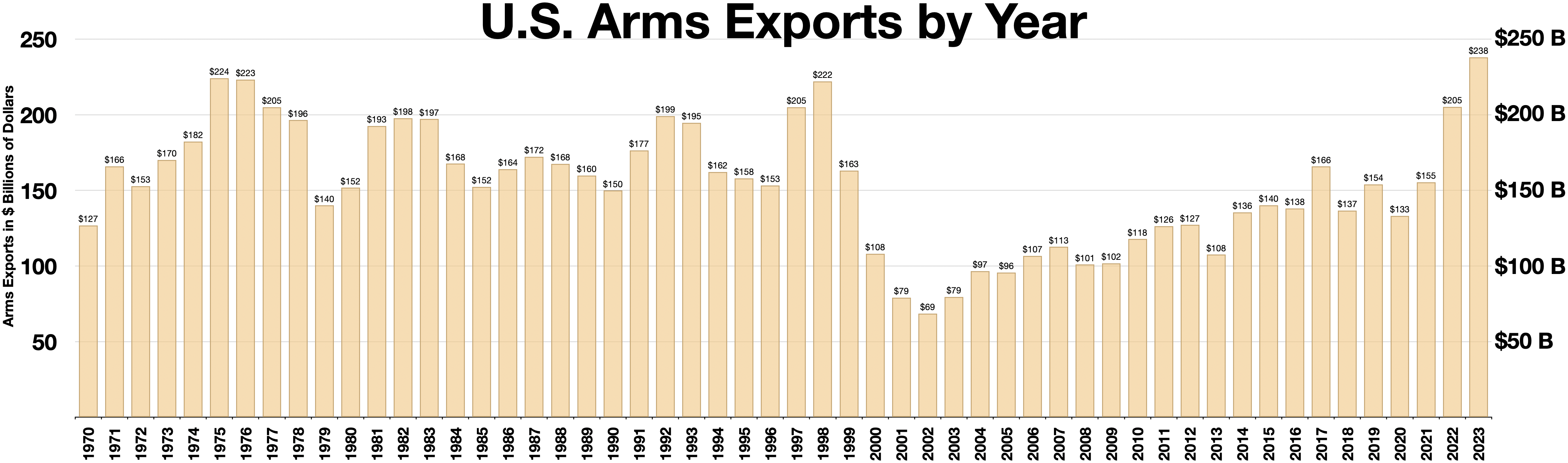
美国每年的武器出口。2023年美国武器出口额达2380亿美元

数字是以百万为单位的SIPRI趋势指标值（TIV）。这些数字可能并不代表真实的资金流动，因为在军事援助的情况下，武器的基础价格可能低至零。以下是斯德哥尔摩国际和平研究所的估计。
| 2022 排名 | 供应国 | 武器出口 （单位：百万TIV） |
| --------- | ------ | -------------------------- |
| 1         | 美国   | 14,515                     |
| 2         | 法國   | 3,021                      |
| 3         | 俄羅斯 | 2,820                      |
| 4         | 中国   | 2,017                      |
| 5         | 印度   | 1,900                      |
| 6         | 義大利 | 1,825                      |
| 7         | 德国   | 1,510                      |
| 8         | 英国   | 1,504                      |
| 9         | 西班牙 | 950                        |
| 10        | 以色列 | 831                        |

| 2023 排名 | 供应国 | 武器出口 （单位：百万TIV） |
| --------- | ------ | -------------------------- |
| 1         | 美国   | 11,287                     |
| 2         | 德国   | 3,287                      |
| 3         | 中国   | 2,432                      |
| 4         | 法國   | 2,012                      |
| 5         | 義大利 | 1,437                      |
| 6         | 俄羅斯 | 1,269                      |
| 7         | 英国   | 1,204                      |
| 8         | 以色列 | 1,159                      |
| 9         | 西班牙 | 940                        |
| 10        |        | 621                        |

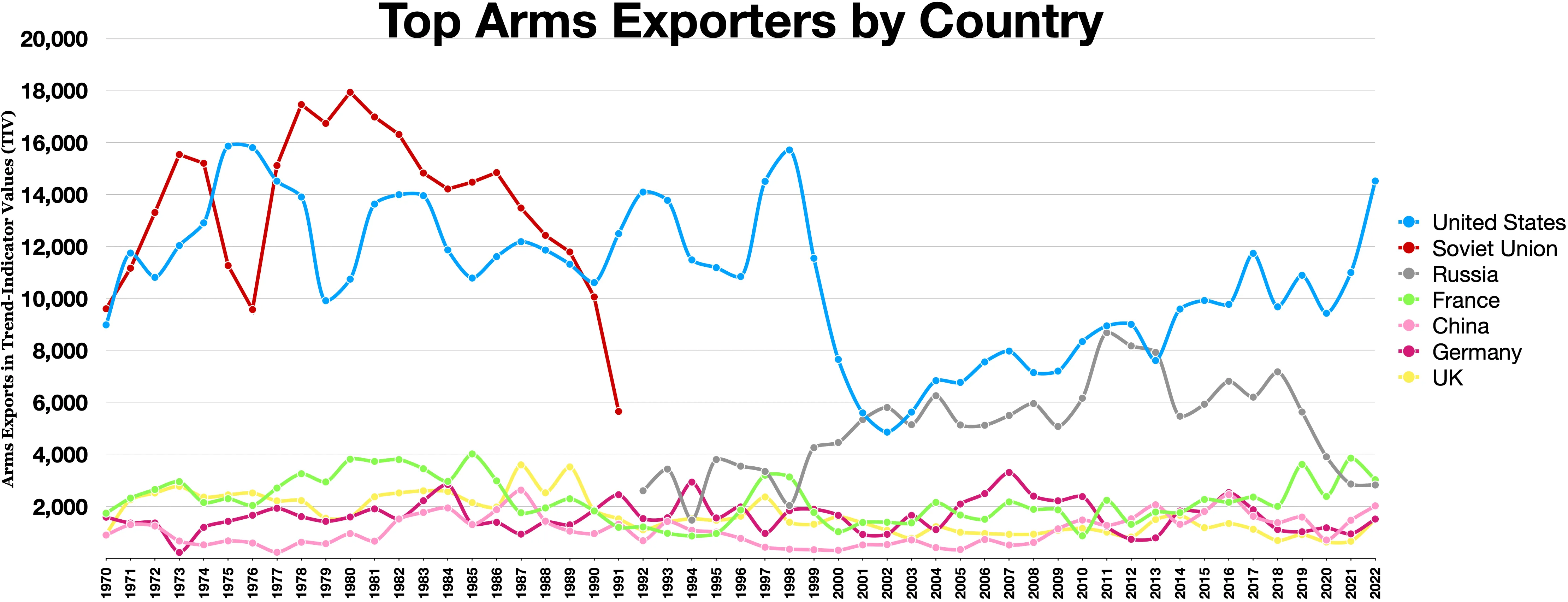
趋势指标值（TIV）排名靠前的武器出口国

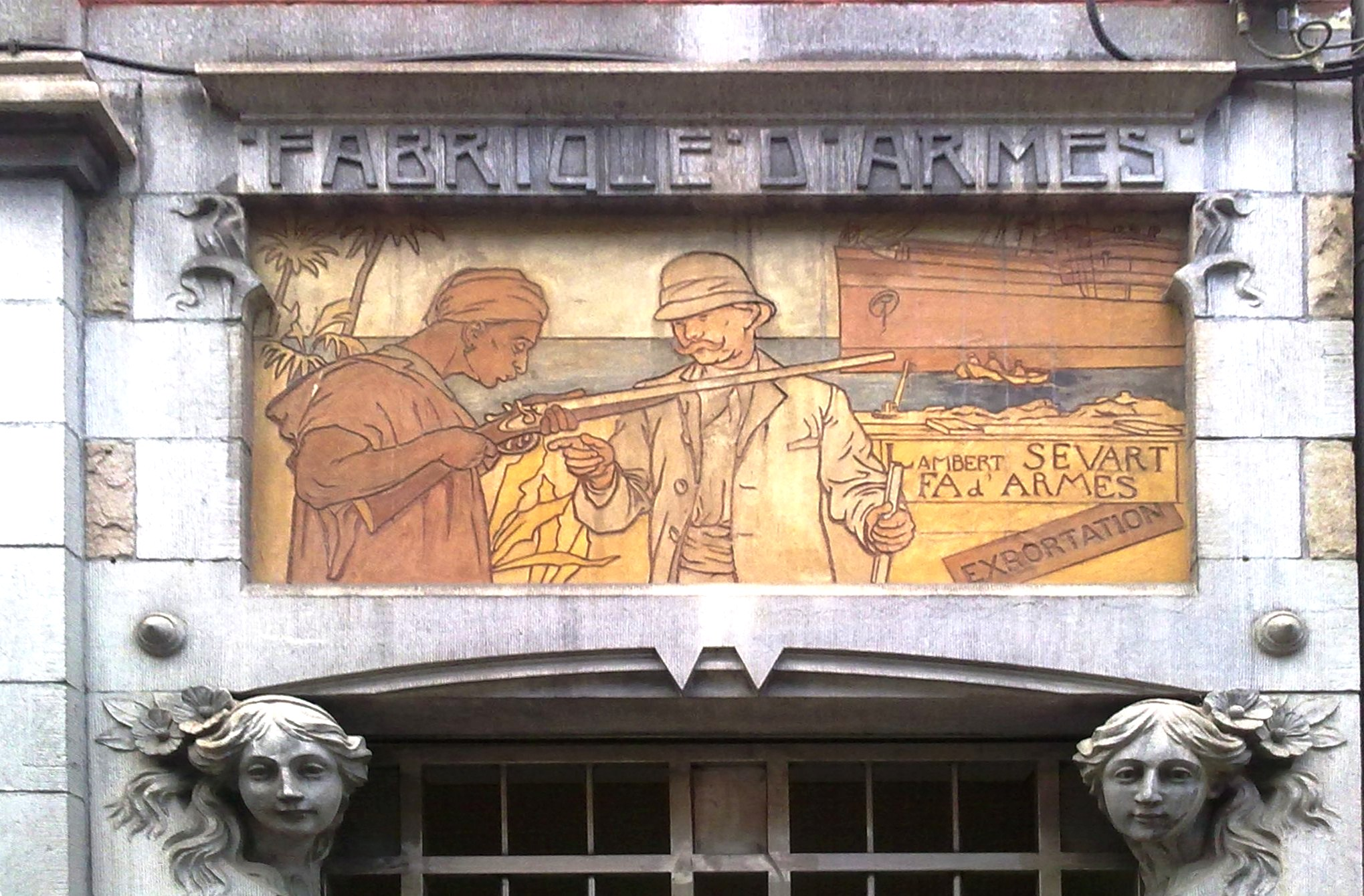
位于比利时列日的Lambert Sevart武器工厂的灰泥刮彩画（20世纪初）。

与2010-2014年间相比，过去5年全球武器出口总量增长了约6%，自2005-2009年以来增长了20%。
十亿美元以下的出口商的排名意义不大，因为它们可能会受到单一合同的影响。以5年为单位的移动平均可以更准确地反映出口量，不受年度波动的影响。
除SIPRI之外，还有其他几个来源提供国际武器转让数据。其中包括各国政府关于武器出口的国家报告、联合国常规武器登记册以及美国国会研究处的年度出版物，其中包括美国情报机构汇编的有关向发展中国家出口武器的数据。由于使用方法和定义的不同，不同的来源通常提供了显著不同的数据。

### 1950年以来全球最大的武器出口国
单位以趋势指标值（TIV）表示，以20世纪90年代的价格计算，以百万美元表示。这些数字可能并不代表真实的资金流动，因为在军事援助的情况下，武器的基础价格可能低至零。
| 1950-2023 排名 | 供应国                   | 武器出口 （单位：百万TIV） |
| -------------- | ------------------------ | -------------------------- |
| 1              | 美国                     | 741,384                    |
| 2              | 苏联 (1950-1991)         | 451,317                    |
| 3              | 俄羅斯 (1992-)           | 155,994                    |
| 4              | 英国                     | 145,889                    |
| 5              | 法國                     | 139,022                    |
| 6              | 德国                     | 93,626                     |
| 7              | 中国                     | 63,831                     |
| 8              | 義大利                   | 38,557                     |
| 9              | 捷克斯洛伐克 (1950-1992) | 31,211                     |
| 10             | 荷蘭                     | 25,987                     |

### 全球最大的武器进口国
单位以趋势指标值表示，以20世纪90年代的价格计算，以百万美元表示。这些数字可能并不代表真实的资金流动，因为在军事援助的情况下，武器的基础价格可能低至零。
| 2022 排名 | 客户         | 武器进口 （单位：百万TIV） |
| --------- | ------------ | -------------------------- |
| 1         | 印度         | 3,342                      |
| 2         |              | 2,846                      |
| 3         | 乌克兰       | 2,644                      |
| 4         | 沙烏地阿拉伯 | 2,272                      |
| 5         | 科威特       | 2,249                      |
| 6         | 巴基斯坦     | 1,565                      |
| 7         | 日本         | 1,291                      |
| 8         | 挪威         | 848                        |
| 9         | 美国         | 837                        |
| 10        | 以色列       | 829                        |

| 2023 排名 | 客户         | 武器进口 （单位：百万TIV） |
| --------- | ------------ | -------------------------- |
| 1         | 乌克兰       | 4,012                      |
| 2         | 巴基斯坦     | 2,129                      |
| 3         |              | 1,805                      |
| 4         | 印度         | 1,428                      |
| 5         | 波蘭         | 1,374                      |
| 6         | 沙烏地阿拉伯 | 1,315                      |
| 7         | 埃及         | 1,130                      |
| 8         | 日本         | 1,103                      |
| 9         | 土耳其       | 936                        |
| 10        | 阿联酋       | 902                        |

武器进口排名会随着国家的进入和退出战争大幅波动。由于出口国的技术往往更先进且生产流量稳定，因此出口数据往往波动较小。以5年为单位的移动平均更准确地反映了进口量，不受年度波动的影响。

### 主要武器制造商名单
这是从战争经济中获利最多的世界上最大的军火制造商和其他军事服务公司的名单，也显示了它们的起源国。该信息基于斯德哥尔摩国际和平研究所发布的2022年清单。
| 2022排名 | 公司名             | 防务收入 （百万美元$） | 占防务总收入 的百分比（%） |
| -------- | ------------------ | ---------------------- | -------------------------- |
| 1        | 洛克希德·马丁      | 59.39                  | 90                         |
| 2        | 雷神集团           | 39.57                  | 59                         |
| 3        | 诺斯洛普·格鲁曼    | 32.30                  | 88                         |
| 4        | 波音               | 29.30                  | 44                         |
| 5        | 通用动力           | 28.32                  | 72                         |
| 6        | 贝宜系统           | 26.90                  | 97                         |
| 7        | 中国兵器工业集团   | 22.06                  | 27                         |
| 8        | 中国航空工业集团   | 20.62                  | 25                         |
| 9        | 中国航天科技集团   | 19.56                  | 44                         |
| 10       | 俄罗斯国家技术集团 | 16.81                  | 55                         |
| 11       | 中国电子科技集团   | 15.08                  | 27                         |
| 12       | L3哈里斯技术公司   | 12.63                  | 74                         |
| 13       | 列奥纳多           | 12.47                  | 83                         |
| 14       | 空客               | 12.09                  | 20                         |
| 15       | 中国航天科工集团   | 11.77                  | 32                         |

## 军备控制
军控是指对小武器、常规武器和大规模杀伤性武器的开发、生产、储存、扩散和使用的国际限制。尽管也可强加给不同意的政府，但通常通过外交手段来实施，旨在说服政府通过协议和条约接受此类限制。

### 知名的国际军控条约

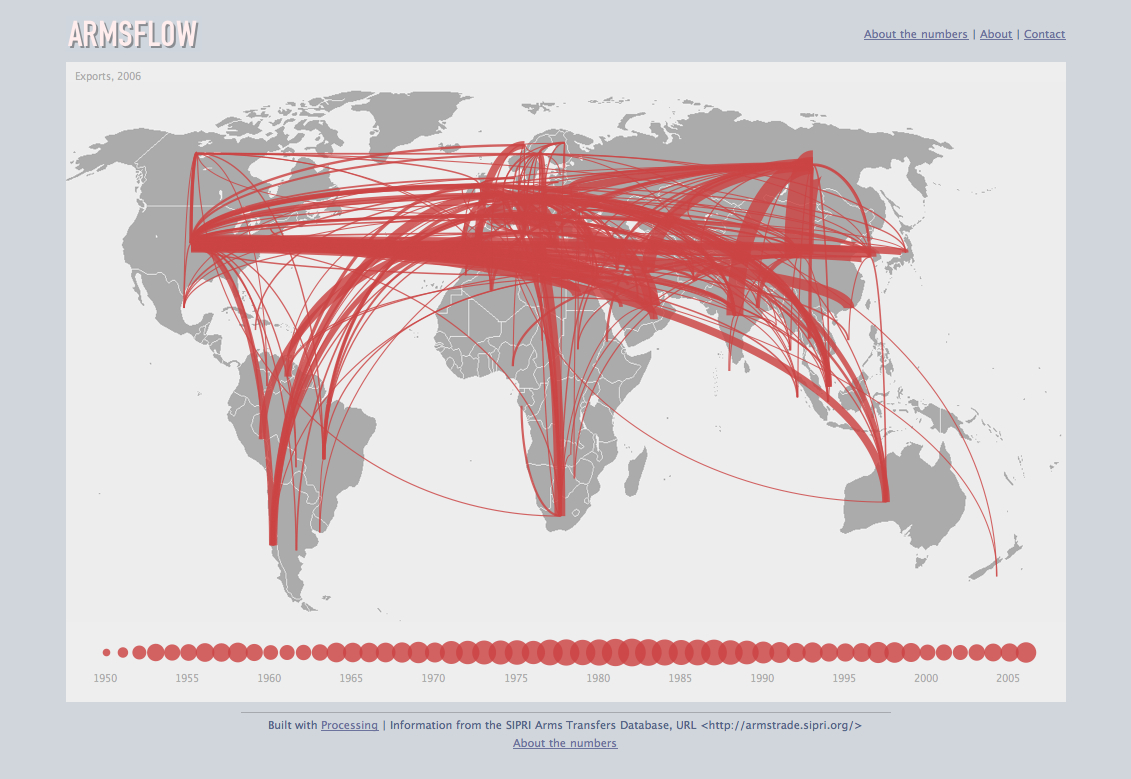
1950年至2006年全球武器销售

- 关于化学和生物武器的日内瓦议定书，1925年
- 外层空间条约，1967年签署并生效
- 禁止生物武器公约，1972年签署，1975年生效
- 导弹技术控制制度（MTCR），1987年
- 禁止化学武器公约，1993年签署，1997年生效
- 关于杀伤人员地雷的渥太华条约，1997年签署，1999年生效
- 新削减战略武器条约，由俄罗斯和美国于2010年4月签署，2011年2月生效
- 武器贸易条约，2013年缔结，于2014年12月24日生效。[24]

## 引用
1. ↑  Tian, Nan; Lopes Da Silva, Diego; Liang, Xiao; Scarazzato, Lorenzo; Béraud-Sudreau, Lucie; Assis, Ana. . SIPRI. 2023-04  [2024-04-09]. doi:10.55163/PNVP2622. （原始内容存档于2023-05-07）.
2. ↑  Liang, Xiao; Scarazzato, Lorenzo; Béraud-Sudreau, Lucie; Tian, Nan; Lopes Da Silva, Diego; Sild, Eero Kristjan. . SIPRI. 2023-12  [2024-04-09]. doi:10.55163/UJNP6171. （原始内容存档于2024-06-20）.
3. ↑  Wezeman, Pieter D.; Gadon, Justine; Wezeman, Siemon T. . SIPRI (Fact Sheet). 2023-03  [2024-04-09]. doi:10.55163/CPNS8443. （原始内容存档于2023-11-30）.
4. ↑  . 小型武器调查（英语：Small Arms Survey）. 2014-12-08  [2015-03-26]. （原始内容存档于2010-11-02）.
5. 1 2 3  . 外交政策协会（英语：Foreign Policy Association） (Newsletter).   [2007-05-20]. （原始内容存档于2011-07-26）.
6. ↑  Debbie Hillier; Brian Wood.  (PDF). 控制武器运动（英语：Control Arms Campaign）: 19. 2003  [2009-03-28]. （原始内容 (PDF)存档于2011-07-23）.
7. ↑   (PDF). Homeland Security. 2022-12  [2024-04-09]. （原始内容存档 (PDF)于2024-04-09）.
8. ↑  . 北约评论（英语：NATO Review）.   [2021-07-25]. （原始内容存档于2016-09-14）.
9. ↑  . Cybersecurity Review. 2015-05-05  [2015-11-02]. （原始内容存档于2015-12-08）.
10. ↑  Wezeman, Pieter D. . SIPRI. 2020-12-07  [2021-07-25]. （原始内容存档于2014-12-17）.
11. 1 2 3  Fleurant, Aude; Wezeman, Pieter D.; Wezeman, Siemon T.; Tian, Nan; Kuimova, Alexandra.  (PDF). sipri.org. 2019-03  [2021-07-25]. （原始内容存档 (PDF)于2019-03-15）.
12. ↑  Goodman, Joshua. . 美联社. 2022-03-18  [2022-03-22]. （原始内容存档于2022-03-19） –Fortune.
13. ↑  . 新闻周刊. 2022-03-18  [2022-03-24]. （原始内容存档于2022-03-24）.
14. ↑  Marshall, Andrew R. c. . 路透社. 2022-03-22  [2022-03-22]. （原始内容存档于2022-03-22）.
15. ↑  . 美国之音. 2024-01-29.
16. 1 2 3  . SIPRI. 2024-04-09  [2024-04-09]. （原始内容存档于2024-06-08）.
17. 1 2 3  . 世界银行. 2024-04-09  [2024-04-09]. （原始内容存档于2024-04-11）.
18. ↑  . SIPRI.   [2022-06-14]. （原始内容存档于2018-12-19）.
19. ↑  . 斯塔滕岛国际研究高中学院（英语：College of Staten Island High School for International Studies）. 2020-03-13  [2020-03-13]. （原始内容存档于2020-04-20） （英国英语）.
20. ↑  . SIPRI. 2024-02-12  [2024-04-09]. （原始内容存档于2018-03-16）.
21. ↑  . SIPRI.   [2019-10-15]. （原始内容存档于2018-03-16）.
22. ↑  . SIPRI.   [2024-02-15]. （原始内容存档于2024-03-07） （英语）.
23. ↑  Kolodkin, Barry. . Dotdash Meredith. 纽约时报公司.   [2012-03-13]. （原始内容 (Article)存档于2016-09-03）.
24. ↑  Delgado, Andrea. . The Conversation. 2015-02-23  [2021-07-25]. （原始内容存档于2021-04-29）.